# Naturschutzgebiet Peetscher See
Koordinaten: 53° 48′ 23,5″ N, 11° 58′ 24,2″ O

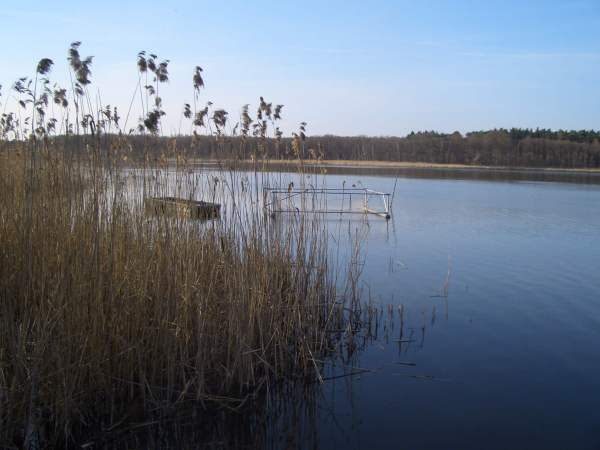
Peetscher See mit Fischereianlagen

Das Naturschutzgebiet Peetscher See ist ein Naturschutzgebiet in Mecklenburg-Vorpommern unweit nordöstlich der Ortschaft Peetsch. Die Unterschutzstellung erfolgte am 1. Februar 1957 und umfasst eine Fläche von 166 Hektar. Der verlandende flache Große Peetscher See hat eine hohe Bedeutung als Nahrungs-, Brut- und Rasthabitat für zahlreiche Vogelarten. Der Gebietszustand ist unbefriedigend durch umfangreiche Nährstoffeinträge in der Vergangenheit aus benachbarten landwirtschaftlichen Flächen und anhaltende Entwässerung der Moorbereiche. Eine Renaturierung über Anhebung des Seespiegels wurde in den letzten Jahren geprüft.
Das Gebiet kann auf zweierlei Art eingesehen werden: Von der nördlich gelegenen Vierburg führt ein Weg in den moorigen Teil des Gebietes und in Peetsch verläuft ein Weg am Schullandheim entlang zum Südufer des Sees.

## Historie
Der See entstand vor über 10.000 Jahren aus einem Toteisblock der letzten Eiszeit. Die ihn umgebenden Waldflächen sind nachweislich seit 1700 bewaldet. Im Jahr 1780 wurde der See über den östlich abfließenden Hullergraben in Richtung Nebel entwässert und damit abgesenkt. Der See teilte sich in zwei Seeflächen, die voneinander getrennten Großen und Kleinen Peetscher See. Die trockengefallenen Gebiete bilden Seeterrassen. Am Nordufer des Sees findet sich ein, als Postmoor bezeichnetes, kleines Hochmoor, das in der Vergangenheit abgetorft und mit Kiefern aufgeforstet wurde. Die Wälder des Gebietes werden aktuell kaum genutzt, sondern von der Forst 1976 als Totalreservat ausgewiesen. Auf dem Großen Peetscher See wird Berufsfischerei ausgeübt und Aal, Barsch, Hecht, Schlei, Wels und Zander gefangen.

## Pflanzen- und Tierwelt

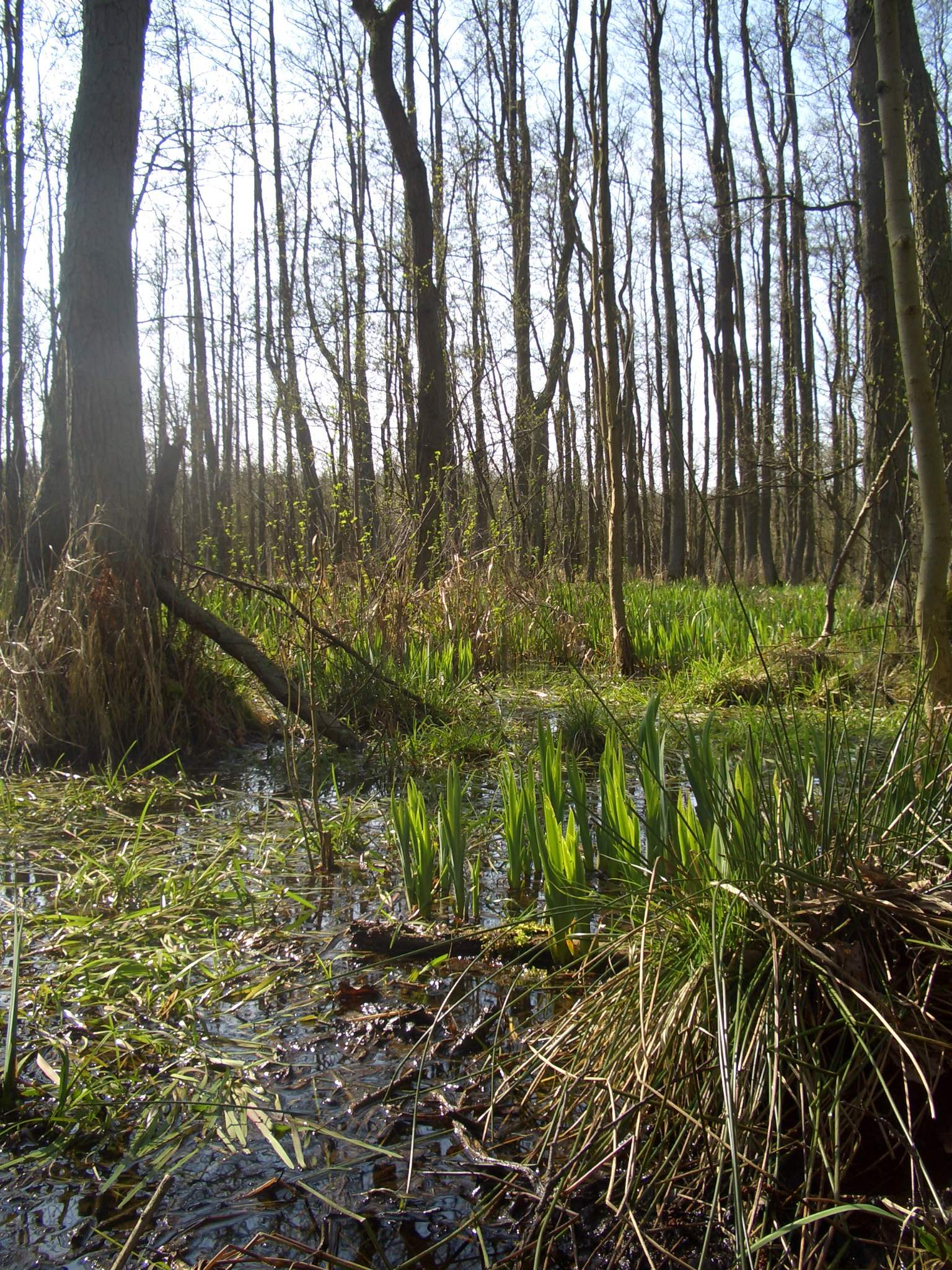
Erlenbruch im östlichen Gebietsteil

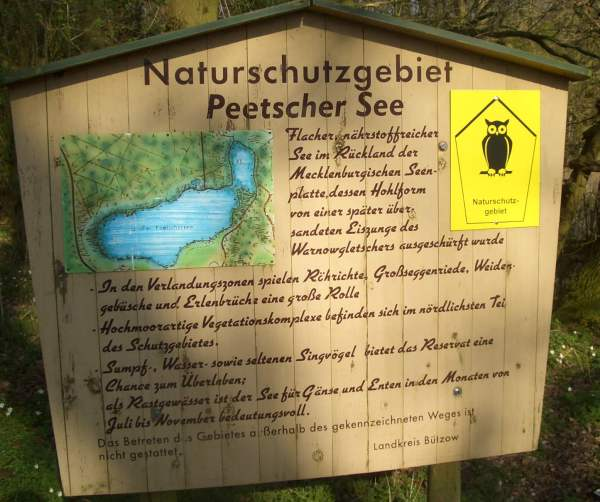
Informationstafel zum Naturschutzgebiet

Das Ufer des Sees wird von Röhrichten gesäumt mit den typischen Vertretern Schilf, Breitblättrigem Rohrkolben, Gewöhnlicher Teichsimse, Teich-Schachtelhalm, Sumpf-Rispengras, Zungen-Hahnenfuß, Gift-Wasserschierling und Ufer-Segge. Auf den Seeterrassen bildeten sich kleinflächige Feuchtwiesen mit Breitblättrigem Knabenkraut, Kuckucks-Lichtnelke, Schmalblättrigem Wollgras und Hirse-Segge aus. Seggen- und farnreiche Erlenbrüche, torfmoosreiche Moorbirkenbrüche, Laubmischwaldbestände und Nadelholzforste finden sich in den nördlich und östlich den See umgebenden Bereichen.
Die ausgetorften Bereiche des Postmoores sind fast vollständig mit Krebsschere, Froschabbiss und Gemeinem Wasserschlauch ausgefüllt. Im Moor finden sich typische Regenmoorarten wie Sumpfporst, Moosbeere, Europäischer Siebenstern, Trunkelbeere und Scheidiges Wollgras.
Ornithologisch hervorzuheben sind Seeadler, Große Rohrdommel, Schwarz- und Rotmilan, Baumfalke, Kranich und Fischadler. In den Herbst- und Frühjahrsmonaten nutzen zahlreiche Zugvögel den See als Nahrungshabitat, darunter Waldsaat- und Blässgänse. Der Fischotter lebt im Gebiet.